# 付志强
付志强，中华人民共和国政治人物、全国脱贫攻坚先进个人。

## 生平
付志强任河北省衡水市武强县周窝镇李封庄村第一书记，中国农业银行国际金融部综合管理处副处长。因在脱贫攻坚战中作出突出贡献，2021年2月25日全国脱贫攻坚总结表彰大会上，付志强被授予“全国脱贫攻坚先进个人”。